# Boana caingua
Boana caingua é uma espécie de anfíbio da família Hylidae. Pode ser encontrada na Argentina, Brasil e Paraguai.